# 小行星2156
小行星2156（2156 Kate）是一颗围绕太阳公转的小行星。1917年9月23日，謝爾蓋·別利亞夫斯基在克里米亚发现了此天体。
該小行星以天文學家L·K·克里斯滕森（L. K. Kristensen）的女兒凱特（Kate）命名。
这颗小行星的绝对星等为4.355540417240901等。